# Convergență și Uniune
Convergență și Uniune (limba catalană:Convergència i Unió,limba spaniolă:Convergencia y Unión, CiU)  este o alianță politică de centru dreapta în Catalonia, Spania. CiU este din punct de vedere tehnic o federație de două partide, cel mai mare Convergența Democratică a Cataluniei (CDC) și celălalt, Uniunea Democratică a Cataluniei (UDC).
în prezent CiU este condus de Artur Mas, care este în prezent Președintele Guvernului Catalan.

## Rezultate electorale
* În 1977,  suma dintre CDC (5) și UDC (1)
| Alegeri parlamentare pentru Parlamentul Spaniei |                             |           |       |         |         |
| Alegeri | Candidat                    | Voturi    | %     | Mandate | Poziție |
| Alegerile din 1979 | Jordi Pujol                 | 483.353   | 2,69% | 8       | 5º      |
| Alegerile din 1982 | Miquel Roca                 | 772.726   | 3,67% | 12      | 5º      |
| Alegerile din 1986 | Miquel Roca                 | 1.014.258 | 5,02% | 18      | 4º      |
| Alegerile din 1989 | Miquel Roca                 | 1.032.243 | 5,04% | 18      | 5º      |
| Alegerile din 1993 | Miquel Roca                 | 1.165.783 | 4,94% | 17      | 4º      |
| Alegerile din 1996 | Joaquim Molins              | 1.151.633 | 4,60% | 16      | 4º      |
| Alegerile din 2000 | Xavier Trias                | 970.421   | 4,19% | 15      | 3º *    |
| Alegerile din 2004 | Josep Antoni Durán i Lleida | 835.471   | 3,23% | 10      | 3º *    |
| Alegerile din 2008 | Josep Antoni Durán i Lleida | 774.317   | 3,05% | 10      | 3º *    |
| Alegerile din 2011 | Josep Antoni Durán i Lleida | 1.015.691 | 4,17% | 16      | 3º *    |
| * În alegerile generale din 2000, 2004, 2008 și 2011, CiU a obținut locul 3 din punct de vedere al numărului de mandate obținute, nu și din punct de vedere al voturilor obținute. |                             |           |       |         |         |

| Alegeri parlamentare pentru Parlamentul din Catalonia |             |           |        |         |         |
| Alegeri | Candidat    | Voturi    | %      | Mandate | Poziție |
| Alegerile din 1980 | Jordi Pujol | 752.943   | 27,68% | 43      | 1º      |
| Alegerile din 1984 | Jordi Pujol | 1.346.729 | 46,80% | 72      | 1º      |
| Alegerile din 1988 | Jordi Pujol | 1.232.514 | 45,72% | 69      | 1º      |
| Alegerile din 1992 | Jordi Pujol | 1.221.233 | 46,19% | 70      | 1º      |
| Alegerile din 1995 | Jordi Pujol | 1.320.071 | 40,95% | 60      | 1º      |
| Alegerile din 1999 | Jordi Pujol | 1.178.420 | 37,70% | 56      | 1º *    |
| Alegerile din 2003 | Artur Mas   | 1.024.425 | 30,94% | 46      | 1º *    |
| Elecciones de 2006 | Artur Mas   | 928.212   | 31,52% | 48      | 1º      |
| Alegerile din 2010 | Artur Mas   | 1.198.010 | 38,47% | 62      | 1º      |
| Alegerile din 2012 | Artur Mas   | 1.112.341 | 30,68% | 50      | 1º      |
| * Atât în 1999 cât și în 2003, CiU a fost partidul numărul doi din punct de vedere al voturilor obținute și al primul din punct de vedere al mandatelor. |             |           |        |         |         |